# ファン・カルロス・パヤノ
ファン・カルロス・パヤノ（Juan Carlos Payano、1984年12月4日 - ）は、ドミニカ共和国のプロボクサー。コンセプシオン・デ・ラ・ベガ出身。元WBA世界バンタム級スーパー王者。

## 来歴

### アマチュア時代
2003年、パンアメリカン競技大会にフライ級(51kg)で出場するが決勝でユリオルキス・ガンボアに敗退。
2004年、ギリシャのアテネで開催されたアテネオリンピックにフライ級(51kg)で出場するが2回戦で敗退
。
2005年、中華人民共和国の綿陽市で開催された世界選手権にフライ級(51kg)で出場するが準々決勝で敗退
。
2007年、パンアメリカン競技大会にフライ級(51kg)で出場するが決勝でマックウィリアムズ・アローヨに敗退。
2008年、中華人民共和国の北京で開催された北京オリンピックにフライ級(51kg)で出場するが2回戦で敗退。
2009年、イタリアのミラノで開催された世界選手権にフライ級(51kg)で出場するが2回戦でアムナット・ルエンロンに敗退した。
アマチュア時代の戦績は425勝21敗。

### プロ時代

#### バンタム級
2010年8月21日、4回3-0（40-36×3）の判定勝ちを収めデビュー戦を勝利で飾った。
2011年12月3日、レシャウン・ブライアーと対戦し、初回2分35秒TKO勝ちを収めた。
2012年3月2日、ホセ・シルベイラとWBCラテンアメリカバンタム級王座決定戦を行い、10回3-0（100-90×3）の判定勝ちを収め王座獲得に成功した。
2012年5月18日、ルイス・マルドナドとWBAフェデラテンバンタム級王座決定戦を行い、10回3-0（99-89、100-88×2）の判定勝ちを収め王座獲得に成功した。
2012年7月21日、ジョン・アルベルト・モリーナとNABA北米バンタム級王座決定戦を行い、9回2分2秒TKO勝ちを収め王座獲得に成功した。
2012年11月30日、ホセ・ルイス・アバインザと対戦し、10回3-0（97-92、98-91×2）の判定勝ちを収め初防衛に成功した。
2013年6月14日、ジュンディ・マラオンとWBA世界バンタム級挑戦者決定戦を行い、7回39秒KO勝ちを収め指名挑戦権を獲得した。
2014年7月23日、WBA世界バンタム級スーパー王者アンセルモ・モレノとの指名試合は同年8月8日にペンシルベニア州ピッツバーグのPPGペインツ・アリーナで行う予定だったのだが、モレノがアメリカ入国ビザを取得出来なかった為延期となり、同年9月26日にテキサス州メスキートで行われることが決まった。
2014年9月26日、テキサス州メスキートのメスキート・アリーナでWBA世界バンタム級スーパー王者アンセルモ・モレノと対戦し、2回にバッティングでパヤノが左目上を深くカットしてしまい、その傷が原因で7回開始前にドクターストップがかかり6回3-0（59-55、58-56×2）の負傷判定勝ちを収め悲願の王座獲得に成功した。
2015年8月2日、フロリダ州ウィンターパークのフルセイル大学でIBO世界バンタム級王座決定戦も兼ねた一戦をWBA世界バンタム級9位のルーシー・ウォーレンと行い、オリンピアンらしからぬ反則連発で12回2-1（113-111×2、109-115）の判定勝ちを収めWBAスーパー王座は初防衛、IBO王座を獲得した。
2016年6月18日、イリノイ州シカゴのイリノイ大学シカゴ校内にあるクレジット・ユニオン・1・アリーナでWBA世界バンタム級9位のルーシー・ウォーレンと10ヶ月振りにダイレクトリマッチで対戦し、12回0-2（113-115×2、114-114）の判定負けを喫しWBAスーパー王座は2度目、IBO王座の初防衛に失敗、王座から陥落した。 
2018年3月23日、フロリダ州ハリウッドのセミノール・ハードロック・アンド・カジノ・ハリウッド内ハード・ロック・ライブでマイク・プラニアとWBOインターコンチネンタルバンタム級王座決定戦を行い、10回3-0（96-93、97-92×2）の判定勝ちを収め王座を獲得した。
2018年10月7日、横浜アリーナでWBA世界バンタム級王者井上尚弥とWorld Boxing Super Seriesバンタム級準々決勝を行い、初回1分10秒KO負けを喫し2年振りの王座返り咲きに失敗、WBSS準決勝進出も逃した。
2019年7月20日、MGMグランド・ガーデン・アリーナで元WBC世界バンタム級王者でWBC世界バンタム級シルバー王者のルイス・ネリと対戦する予定だったが、前日計量でネリがバンタム級の規定体重である118ポンドを0.5ポンド超過の118.5ポンドを計測し、NSACから1時間の猶予を与えられ、1時間後の再計量で118ポンドを計測し無事にパスした為試合は通常通りに行われたが、9回1分43秒KO負けを喫し王座獲得に失敗した。この試合でネリは15万ドル（約1600万円）、パヤノは2万5千ドル（約270万円）のファイトマネーを稼いだ。
2020年9月26日、コネチカット州のモヒガン・サン・カジノで行われたWBC世界スーパーバンタム級挑戦者決定戦でダニエル・ローマンと対戦し、12回0-3（112-116×3）の判定負けを喫しこの後に行われたルイス・ネリvsアーロン・アラメダのWBC王座決定戦の勝者との挑戦権を獲得出来なかった。

#### スーパーバンタム級
2020年12月19日、コネチカット州のモヒガン・サン・カジノでゲーリー・アントニオ・ラッセルとスーパーバンタム級10回戦で対戦し、7回1秒0-3(55-59×2、56-58)の負傷判定負けを喫した。

## 戦績
| 戦           | 日付           | 勝敗 | 時間    | 内容         | 対戦相手                         | 国籍           | 備考                                           |
| ------------ | -------------- | ---- | ------- | ------------ | -------------------------------- | -------------- | ---------------------------------------------- |
| 1            | 2010年8月21日  | ☆    | 4R      | 判定 3-0     | アネリウス・メサ・ロドリゲス     | ドミニカ共和国 | プロデビュー戦                                 |
| 2            | 2010年8月28日  | ☆    | 3R      | TKO          | ダニエル・ベラス                 | ドミニカ共和国 |                                                |
| 3            | 2010年9月18日  | ☆    | 4R      | 判定 3-0     | ルイス・イノホサ                 | ドミニカ共和国 |                                                |
| 4            | 2010年10月9日  | ☆    | 2R      | TKO          | ノルベルト・ヒメネス             | ドミニカ共和国 |                                                |
| 5            | 2011年3月4日   | ☆    | 2R 1:42 | KO           | クリストバル・ラモス             | ニカラグア     |                                                |
| 6            | 2011年4月23日  | ☆    | 6R      | 判定 3-0     | ルイス・アンヘル・パネト         | プエルトリコ   |                                                |
| 7            | 2011年9月5日   | ☆    | 2R 1:44 | TKO          | ディノエル・レイノソ             | ドミニカ共和国 |                                                |
| 8            | 2011年12月3日  | ☆    | 1R 2:35 | TKO          | レシャウン・ブライアー           | アメリカ合衆国 |                                                |
| 9            | 2012年3月2日   | ☆    | 10R     | 判定 3-0     | ホセ・シルベリア                 | メキシコ       | WBCラテンアメリカバンタム級王座決定戦          |
| 10           | 2012年5月18日  | ☆    | 10R     | 判定 3-0     | ルイス・マルドナド               | メキシコ       | WBAラテンアメリカバンタム級王座決定戦          |
| 11           | 2012年7月21日  | ☆    | 9R 2:02 | TKO          | ジョン・アルベルト・モリナ       | コロンビア     | NABA北米バンタム級王座決定戦                   |
| 12           | 2012年11月30日 | ☆    | 10R     | 判定 3-0     | ホセ・ルイス・アライサ           | メキシコ       | WBAラテンアメリカ防衛1                         |
| 13           | 2013年5月10日  | ☆    | 2R 2:35 | TKO          | ジョン・アルベルト・モリナ       | コロンビア     |                                                |
| 14           | 2013年6月14日  | ☆    | 7R 0:39 | KO           | ジュンディー・マラオン           | フィリピン     |                                                |
| 15           | 2014年2月22日  | ☆    | 8R      | 判定 3-0     | ジェルマン・イバン・メラス       | メキシコ       |                                                |
| 16           | 2014年9月26日  | ☆    | 6R      | 負傷判定 3-0 | アンセルモ・モレノ               | パナマ         | WBAスーパー・世界バンタム級タイトルマッチ      |
| 17           | 2015年8月2日   | ☆    | 12R     | 判定 2-1     | ルーシー・ウォーレン             | アメリカ合衆国 | IBO世界バンタム級王座決定戦 WBA防衛1           |
| 18           | 2016年6月18日  | ★    | 12R     | 判定 0-2     | ルーシー・ウォーレン             | アメリカ合衆国 | WBA・IBO陥落                                   |
| 19           | 2017年1月13日  | ☆    | 7R 1:16 | TKO          | イサオ・ゴンサロ・カランサ       | メキシコ       |                                                |
| 20           | 2017年8月22日  | ☆    | 10R     | 判定 3-0     | アレクシス・サンディアゴ         | アメリカ合衆国 |                                                |
| 21           | 2018年3月23日  | ☆    | 10R     | 判定 3-0     | マイク・プラニア                 | フィリピン     | WBOインターコンチネンタルバンタム級王座決定戦  |
| 22           | 2018年10月7日  | ★    | 1R 1:10 | KO           | 井上尚弥（大橋）                 | 日本           | WBA世界バンタム級タイトルマッチ / WBSS準々決勝 |
| 23           | 2019年3月9日   | ☆    | 8R      | 判定 3-0     | ダミアン・バスケス               | アメリカ合衆国 |                                                |
| 24           | 2019年7月20日  | ★    | 9R 1:43 | KO           | ルイス・ネリ                     | メキシコ       | WBCシルバー・世界バンタム級タイトルマッチ      |
| 25           | 2020年9月26日  | ★    | 12R     | 判定 0-3     | ダニエル・ローマン               | アメリカ合衆国 | WBC世界スーパーバンタム級挑戦者決定戦          |
| 26           | 2020年12月19日 | ★    | 7R 0:01 | 負傷判定 0-3 | ゲイリー・アントゥアン・ラッセル | アメリカ合衆国 |                                                |
| 27           | 2021年7月10日  | ☆    | 5R 終了 | TKO          | ルイス・デ・ラ・ロサ             | コロンビア     |                                                |
| 28           | 2021年8月14日  | ☆    | 5R 終了 | TKO          | レイモンド・タブゴン             | フィリピン     |                                                |
| テンプレート |                |      |         |              |                                  |                |                                                |

## 獲得タイトル
- WBCラテンアメリカバンタム級王座
- WBAフェデラテンバンタム級王座
- NABA北米バンタム級王座
- WBA世界バンタム級スーパー王座（防衛1）
- IBO世界バンタム級王座
- WBOインターコンチネンタルバンタム級王座